# Street Fighting Man
Singles de The Rolling Stones
Jumpin' Jack Flash
(1968) Honky Tonk Women
(1969)
Pistes de Beggars Banquet
Jigsaw Puzzle
(5) Prodigal Son
(7)
Street Fighting Man est une chanson des Rolling Stones parue en single le 31 août 1968, puis sur leur album Beggars Banquet en décembre de la même année. Les paroles de Mick Jagger, écrites en plein bouillonnement de la jeunesse occidentale, particulièrement en France et aux États-Unis dans le contexte de la guerre du Viêt Nam, font de cette chanson celle qui reste considérée comme la « plus politique » de la carrière du groupe britannique.
Célèbre titre des Rolling Stones, qu'ils n'ont cessé d'interpréter sur scène depuis sa publication, Street Fighting Man démarre par ces mots, en forme d'actualité : « Everywhere, I hear the sound of marching, charging feet, boy (de partout, j'entends le bruit de pas qui défilent et qui chargent, mec) ». Il recèle aussi ces paroles fameuses, « Well now what can a poor boy do, Except to sing for a rock & roll band? Cause in sleepy London Town there's just no place for a street fighting man (mais que peut faire un pauvre gars, sinon chanter dans un groupe de rock'n'roll, car dans les rues endormies de Londres, il n'y a aucune place pour un émeutier) ». 
Commentaire de Bruce Springsteen, qui jouait Street Fighting Man en rappel lors de sa tournée Born in the U.S.A. en 1985 : « Cette phrase, What can a poor boy do, except to sing in a rock'n'roll band est une des plus grandes de tous les temps dans le rock'n'roll. La chanson est marrante à jouer et elle est pleine d'humour »
De fait, Mick Jagger observe avec attention ce qui se passe en France, il regarde aussi les évènements qui se déroulent de l'autre côté de l'Atlantique en ce printemps 1968 et constate que rien de tel ne se produit dans la capitale anglaise. Il n'en reste pas moins sarcastique lorsqu'il dit « the time is right for a palace revolution, But where I live the game to play is compromise solution  (l'heure est venue pour une révolution de palais, mais là où je vis le jeu à jouer est le compromis »).
À propos des évènements parisiens, Mick Jagger explique en 1995 : « Oui, cela a été une source d’inspiration directe, parce que cela contrastait avec Londres où tout était très calme. Mais il n’y avait pas seulement la France, il y avait aussi l’Amérique, à cause de la guerre du Viêt Nam et ces perturbations sans fin. Je pensais que c’était une très bonne chose à l’époque. Il y avait toute cette violence qui se déroulait, pensez qu’ils ont presque renversé le gouvernement français ! De Gaulle a eu la trouille et il s’est en quelque sorte enfermé dans son palais. Et le gouvernement ne faisait presque plus rien. La police anti-émeute française a été fantastique » ajoute-t-il en soulignant sans doute le fait qu’il n’y a pas eu un mort durant les évènements de mai 1968. 
Les paroles écrites par Jagger s'inspirent des évènements parisiens mais surtout de la figure de Tariq Ali. En effet en mars 1968 Jagger participa à une manifestation anti-guerre devant l'ambassade américaine de Londres. La police montée chargea les 25 000 manifestants.
Dans l'enregistrement original, ce rock efficace en si comporte sur son refrain en fa dièse une partie de sitar et de tambura jouée par Brian Jones, puis un fameux riff en do dièse.
Fin août 1968, ce titre est publié à peine 24h après un autre 45 tours, Hey Jude des Beatles dont la face B est Revolution de John Lennon, sur le même thème, mais dans une autre optique... 
En dehors de Beggars Banquet, la chanson se retrouve aussi sur les compilations Through the Past, Darkly (Big Hits Vol. 2), Hot Rocks 1964-1971, Singles Collection: The London Years et Forty Licks.  Elle est interprétée live sur les albums Get Yer Ya-Ya's Out!, Stripped, et Live Licks.
En 1971, devant le manque de coopération du groupe (qui enregistre le blues acoustique Cocksucker Blues en guise de nouveau single, pour être volontairement censuré), dont le contrat est terminé et n'est pas renouvelé, le label Decca au Royaume-Uni décide de la ressortir en single avec Surprise, Surprise en face B (inédite sur ce territoire, mais parue six ans plus tôt sur le disque américain The Rolling Stones, Now!). Elle atteint la 21e place des charts.

## Utilisation
- La chanson sert de générique de fin au film V pour Vendetta
- Elle est également utilisée dans Fantastic Mr Fox

## Reprises
Le titre a été largement repris par de nombreux artistes depuis. On peut citer entre autres :
- Oasis en face B de leur single All Around the World
- Rage Against the Machine sur leur album de reprises Renegades
- Rod Stewart sur son premier album solo An Old Raincoat Won't Ever Let You Down
- Mötley Crüe sur la compilation Red, White & Crüe
- The Ramones sur la réédition de l'album Too Tough to Die